# ࣅ
Jīm trois points suscrits, ࣅ, est une lettre additionnelle de l’alphabet arabe utilisée dans l’écriture du wolof avec le wolofal. Elle est composée d’un jīm ‹ ج › avec trois points suscrits. Dans le wolofal, elle est parfois aussi présentée avec trois points souscrits, comme le jīm trois points souscrits ‹ ࣆ ›.